# モンマルトル墓地

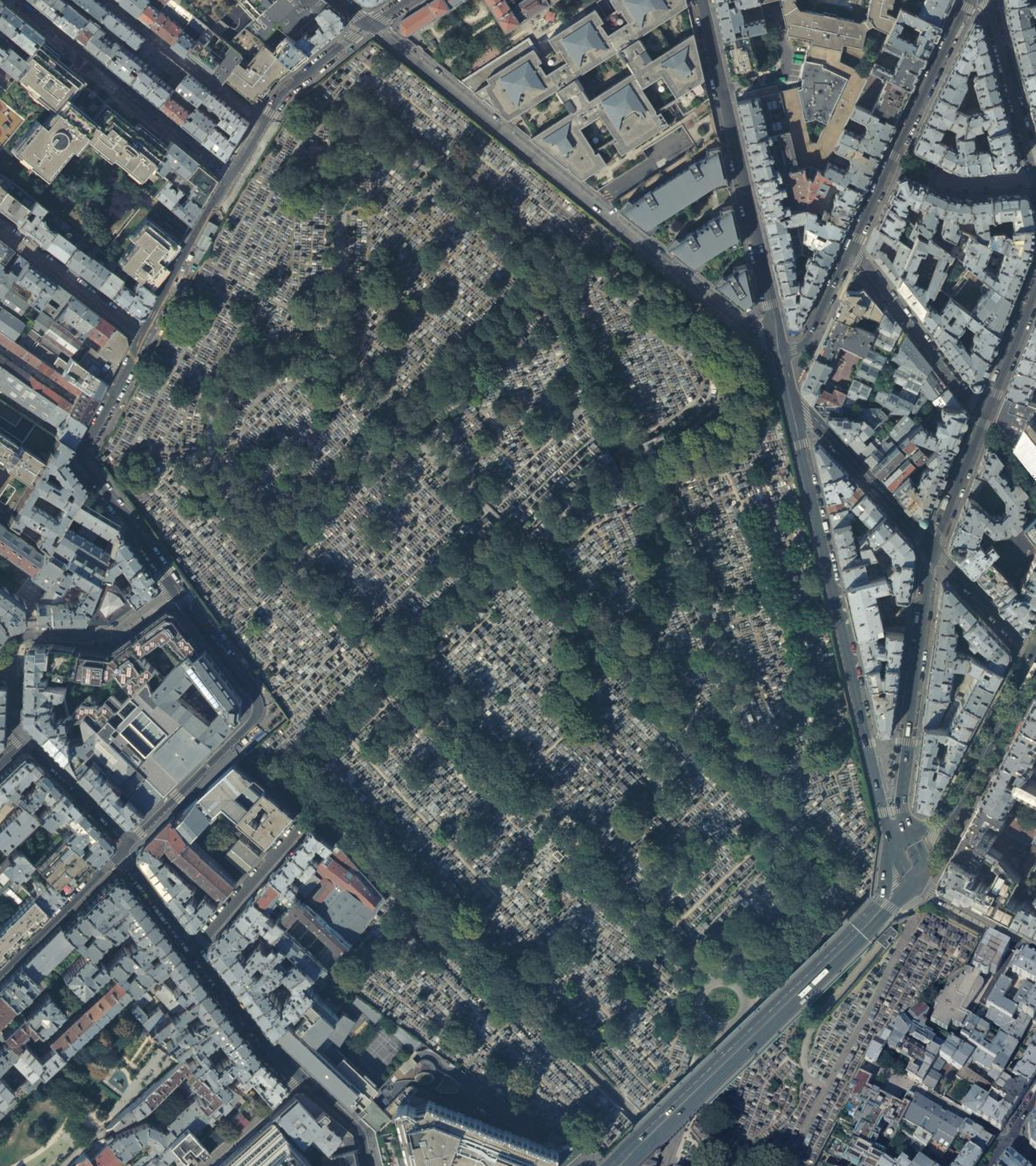
上空からの眺め

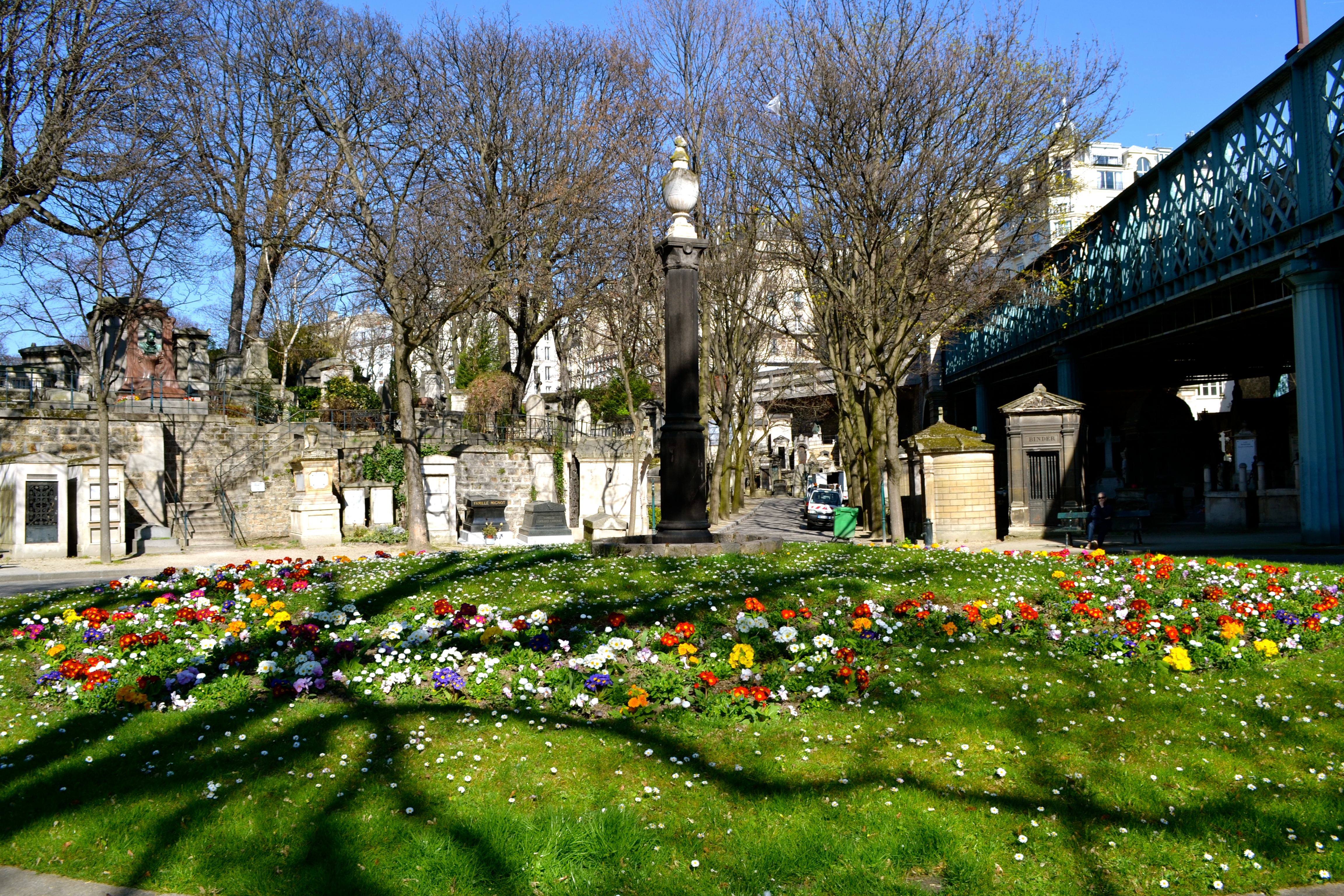
春のモンマルトル墓地。
右に見えるのはコーランクール高架橋。

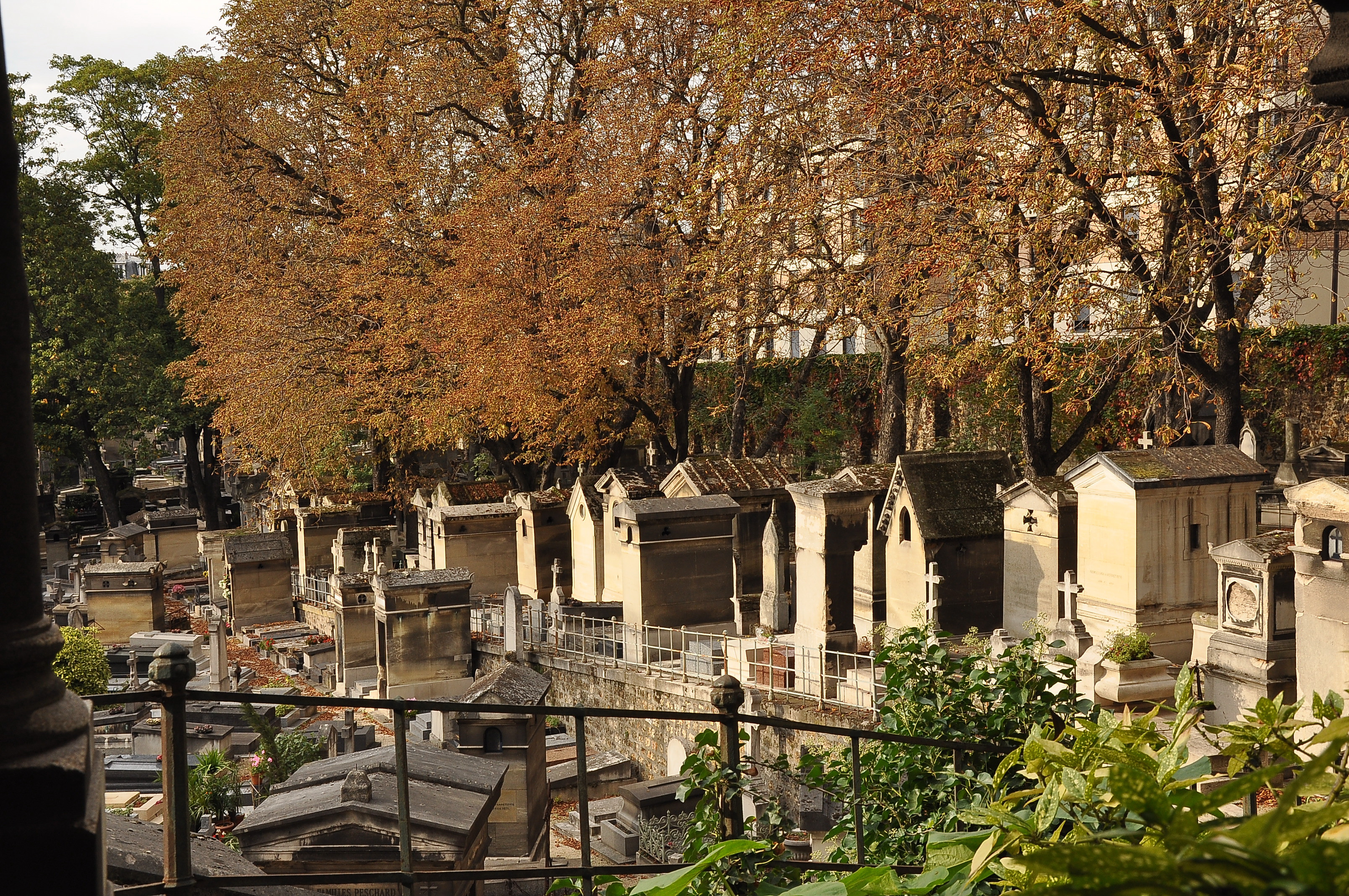
秋のモンマルトル墓地

モンマルトル墓地 (Cimetière de Montmartre) はフランスのセーヌ川右岸パリ北部、モンマルトルの丘にある墓地。東のペール・ラシェーズ墓地、南のモンパルナス墓地に次ぐ規模で、パリで使用されていた石膏の古い採石場跡に造られた。11ヘクタールの敷地には現在2万以上の墓があり、毎年約500人が埋葬されている。また、敷地の上にドーリア式の支柱をもつ全長約160メートルにおよぶ鋼鉄製のコーランクール橋が架かっているのも目を惹く。埋葬者のなかで最も訪問者が多いダリダの墓には等身大の彫刻が建てられ、花が供えられている。

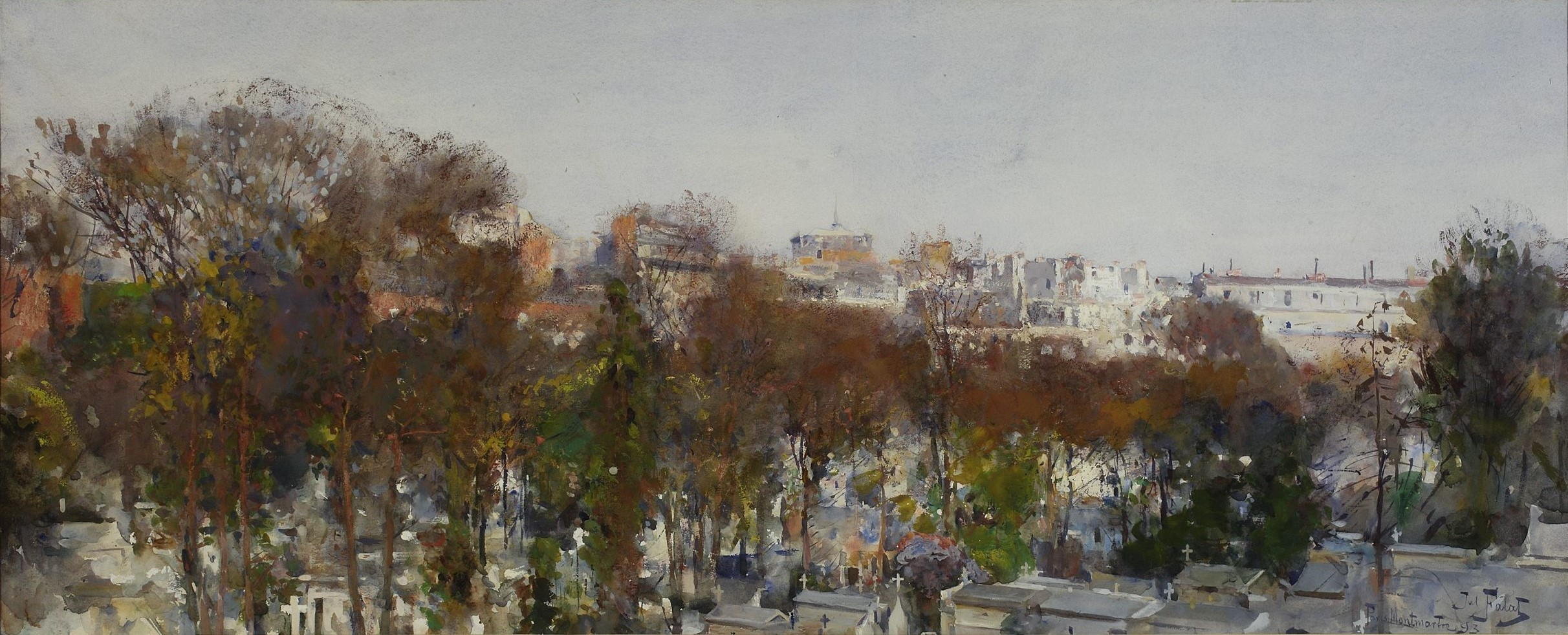
ユリアン・ファワト画 (1893年)

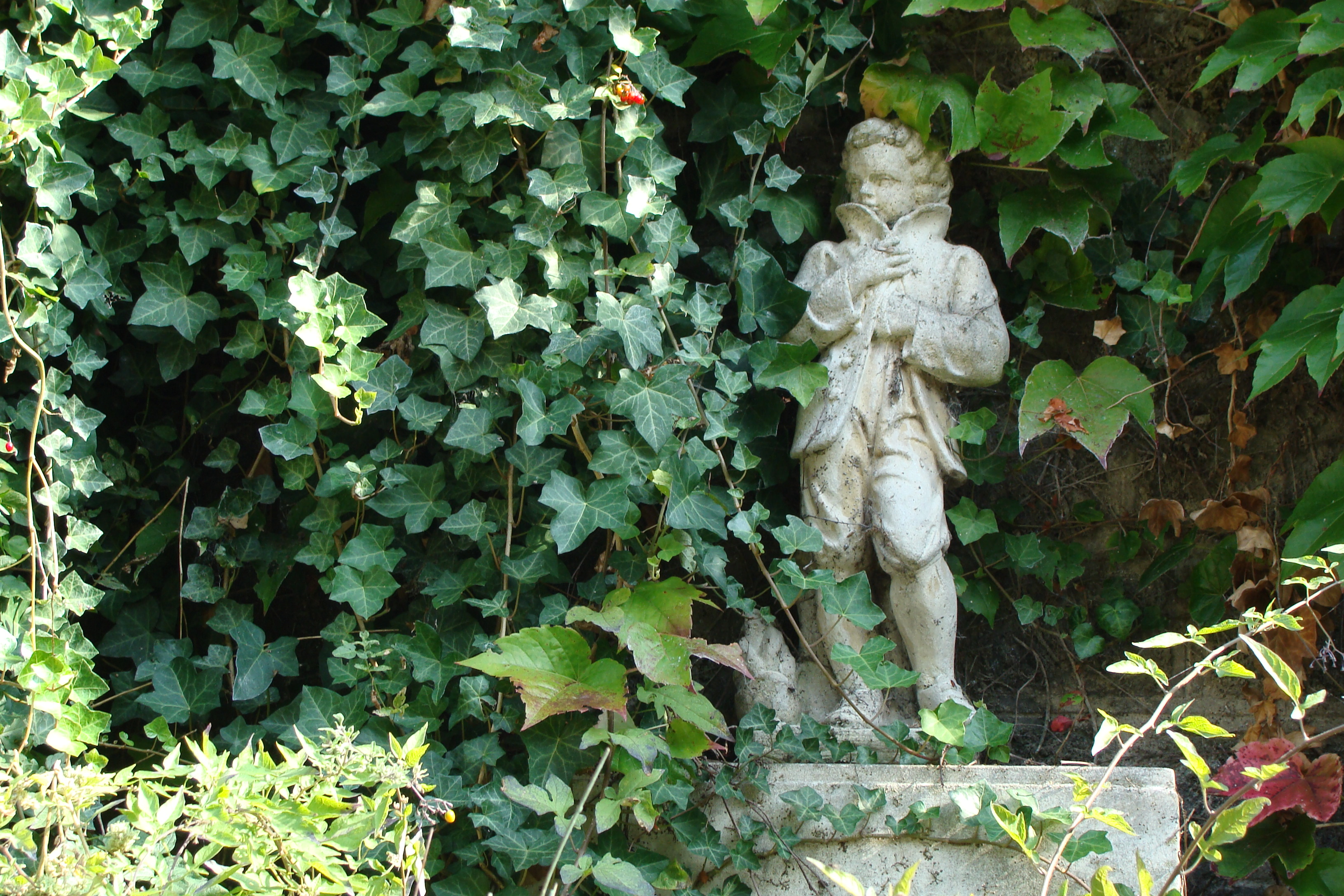
ツタに覆われた少年像 (2014年)

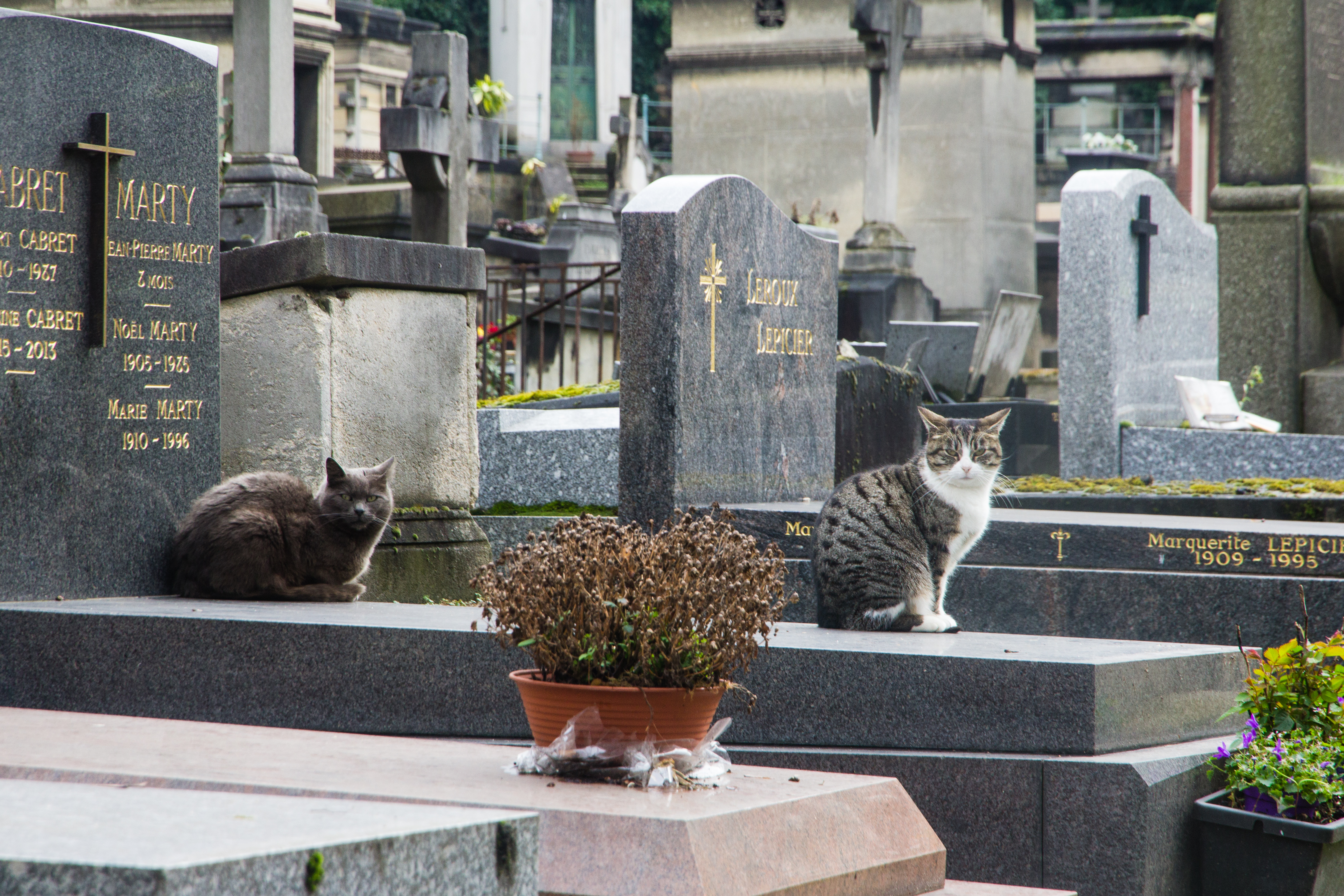
モンマルトル墓地の猫 (2017年)

## 埋葬されている著名人（抜粋）
- アドルフ・アダン - 作曲家
- ホアン・クリソストモ・アリアーガ - 作曲家
- シャルル＝ヴァランタン・アルカン - 作曲家
- ジャック・アレヴィ - 作曲家
- エドゥアール・アンドレ - 造園家
- アンドレ＝マリ・アンペール - 物理学者
- ジャック・イニャス・イトルフ - 建築家
- ジャック・オッフェンバック - 作曲家
- ルイ・ウジェーヌ・カヴェニャック - 軍人
- フリードリヒ・カルクブレンナー - 作曲家
- ピエール・カルダン - ファッションデザイナー
- アントナン・カレーム - シェフ、パティシエ
- サシャ・ギトリ - 劇作家
- フランス・ギャル - 歌手
- ギュスターヴ・ギヨメ - 画家
- ジャン＝バティスト・グルーズ - 画家
- アンリ＝ジョルジュ・クルーゾー - 映画監督
- ヴェラ・クルーゾー - 女優
- マリー＝ピエール・ケーニグ - 軍人
- テオフィル・ゴーティエ - 作家、詩人
- ジョゼフ・コズマ - 作曲家
- アメデ・ゴルディーニ - 自動車実業家
- エドモン・ド・ゴンクール - 作家、編集者
- ジュール・ド・ゴンクール - 作家、編集者
- ジャン＝ジョセフ・バンジャマン＝コンスタン - 画家
- アドルフ・サックス - 楽器製作者
- アンリ＝クレマン・サンソン - 死刑執行人
- アリ・シェフェール - 画家
- ジャン＝レオン・ジェローム - 画家
- ウジェーヌ・ジグー - 作曲家
- クロード・シモン - 作家
- テオドール・シャセリオー - 画家
- ジャン＝マルタン・シャルコー - 医学者
- ルイ・ジューヴェ - 俳優、演出家
- モーリス・ジョベール - 作曲家
- アントワーヌ＝アンリ・ジョミニ - 軍人
- アンドレ・ジョリヴェ - 作曲家
- ユリウシュ・スウォヴァツキ - 詩人
- スタンダール - 作家
- ハリエット・スミスソン - 女優
- フィリップ＝ポール・ド・セギュール - 軍人
- アンリ・ソーゲ - 作曲家
- フェルナンド・ソル - 作曲家
- 荻須高徳 - 画家
- マリー・タリオーニ - バレエダンサー
- ダリダ - 俳優、歌手
- ファニー・チェッリート - バレエダンサー
- リュドミラ・チェリーナ - バレエダンサー
- クリオット・ディ＝ティール - 哲学者
- マリー・デュプレシ - 娼婦、『椿姫 (小説)』のモデル
- アレクサンドル・デュマ・フィス - 小説家
- エドガー・ドガ - 画家
- アンブロワーズ・トマ - 作曲家
- レオ・ドリーブ - 作曲家
- フランソワ・トリュフォー - 映画監督[1]
- マリア・ドレーム - 女性解放運動家
- コンスタン・トロワイヨン - 画家
- ヴァーツラフ・ニジンスキー - バレエダンサー、振付師
- アドルフ・ヌーリ - テノール歌手
- アルフォンス・ド・ヌヴィル - 軍人、画家
- ハインリヒ・ハイネ - 詩人
- ポーリーヌ・ガルシア＝ヴィアルド - 声楽家
- アルフレッド・ド・ヴィニー - 作家
- ジャン＝バティスト・ヴィヨーム - 弦楽器製作者
- オーギュスト・ヴェストリス - バレエダンサー
- ガエタノ・ヴェストリス - バレエダンサー
- オラース・ヴェルネ - 画家
- フランシス・ピカビア - 画家
- レオン・フーコー - 物理学者
- シャルル・フーリエ - 哲学者
- ナディア・ブーランジェ - 音楽家
- リリ・ブーランジェ - 音楽家
- フランシスク・プールボ - イラストレーター
- フランソワ・クロード・ド・ブイエ - 軍人
- ジョルジュ・フェドー - 作家
- マルセル・ブサック - 起業家
- ジョルジュ・ブスケ - 弁護士
- クリストフ・フラタン - 彫刻家
- エミール・プリューダン - 作曲家
- ヴァーツラフ・ブロジーク - 画家
- ヴィクトル・ブローネル - 画家
- ナルシス・ディアズ・ド・ラ・ペーニャ - 画家
- テオフィル＝ジュール・ペルーズ - 化学者
- エクトル・ベルリオーズ - 作曲家
- アレクサンドル・ボエリー - 作曲家
- レオン・ボエルマン - 作曲家
- ジュゼッピーナ・ボツァッキ - バレエダンサー
- メラニー・ボニス - 作曲家
- パトリック・ポンス - オートバイレーサー
- ミュジドラ - 女優
- アンリ・ミュルジェール - 詩人
- エメ・モロー - 画家
- ギュスターヴ・モロー - 画家
- ジャンヌ・モロー - 女優
- オーギュスト・モンフェラン - 建築家
- シャルル・ラムルー - 指揮者
- ジャン・ランヌ - 軍人
- ジャック・リヴェット - 映画監督
- エマ・リヴリー - バレエダンサー
- エドゥアール・リュカ - 数学者
- ピエール・ワルデック＝ルソー - 政治家
- エルネスト・ルナン - 思想家
- ジュール・ジョゼフ・ルフェーブル - 画家
- ジュリエット・レカミエ - ソーシャライト
- ジャン・レデレ - 自動車実業家

## ギャラリー
- ジャック・オッフェンバック
- ギュスターヴ・ギヨメ
- リリ・ブーランジェとナディア・ブーランジェ
- ジャン＝ジョセフ・バンジャマン＝コンスタン
- レオン・フーコー
- アンリ・ミュルジェール
- アルフォンス・ド・ヌヴィル
- ダリダ
- テオフィル・ゴーティエ
- ヴァーツラフ・ニジンスキー
- エドガー・ドガ
- アレクサンドル・デュマ・フィス
- スタンダール
- ユリウシュ・スウォヴァツキ
- フェルナンド・ソル
- コンスタン・トロワイヨン
- ポーリーヌ・ガルシア＝ヴィアルド
- アルフレッド・ド・ヴィニー
- エミール・ゾラ
- 荻須高徳